# Academia Nacional de Medicina (Estados Unidos)
La Academia Nacional de Medicina de Estados Unidos (en inglés: National Academy of Medicine), más conocida como Institute of Medicine (IOM) hasta el 30 de junio de 2015, es una organización no gubernamental sin ánimo de lucro de Estados Unidos, fundada en 1970 con base en la carta de la Academia Nacional de Ciencias de Estados Unidos. Es parte de las Academias Nacionales de Ciencias, Ingeniería y Medicina, que también incluye a las siguientes:
- Academia Nacional de Ciencias de Estados Unidos (National Academy of Sciences - NAS)
- Academia Nacional de Ingeniería de Estados Unidos (National Academy of Engineering - NAE)
- Consejo Nacional de Investigación (National Research Council - NRC)

## Miembros
- Harold Amos, microbiólogo.
- Nancy Andrews, profesor de la Universidad Duke.
- Elizabeth Blackburn, biólogo, Premio Nobel en Fisiología en 2009.
- Patricia Flatley Brennan, directora de la Biblioteca Nacional de Medicina de Estados Unidos.
- Emery N. Brown, estadístico y neurocientífico del Programa de Ciencias de la Salud y Tecnología Harvard-MIT.
- Atul Butte, pediatra y profesora de la Universidad de California en San Francisco.
- Robert Califf, cardióloga.
- Ben Carson, pediatra en el Hospital Johns Hopkins.
- Anthony Cerami, investigador.
- Dennis S. Charney, Hospital Monte Sinaí de Nueva York.
- Sarah Cleaveland, veterinario.
- Jewel Plummer Cobb, rector de la Universidad Estatal de California en Fullerton.
- Francis Collins, genetista, director del National Institutes of Health
- James Collins, biólogo.
- Toby Cosgrove, CEO de Cleveland Clinic
- Mark Daly, profesor de Harvard Medical School
- Kenneth L. Davis, CEO del Hospital Monte Sinaí.
- Stanton Glantz, Profesor de Medicina UCSF.
- Shimon Glick, endocrinólogo, Ben-Gurion University of the Negev.
- Margaret Hamburg, experta en alimentos.
- Maurice Hilleman, microbiólogo.
- Anna Huttenlocher, reumatóloga.
- David Ho, investigador, farmacólogo.
- Leroy Hood, premio Lemelson–MIT 2003.
- Arthur Kellermann, profesor de la Universidad Emory.
- Herbert Kleber, profesor de la Universidad Yale.
- Philip J. Landrigan, pediatra.
- Jeffrey Lieberman, psiquiatra de la Universidad Columbia.
- Rudolph Leibel, profesor de la Universidad Columbia.
- Alice H. Lichtenstein, profesor de Universidad Tufts.
- Susan Lindquist, director del Instituto Whitehead.
- Howard Markel, Universidad de Míchigan.
- Jonna Mazet, profesor de UC Davis School of Veterinary Medicine.
- Maclyn McCarty.
- Sherilyn S. McCoy, CEO de Avon Products y vice CEO de Johnson & Johnson.
- Ruslan Medzhitov, profesor Universidad Yale.
- David O. Meltzer, profesor de la Universidad de Chicago.
- Mario J. Molina, premio Nobel en Química 1995.
- Sean J. Morrison, profesor de Universidad de Texas.
- Herbert Needleman, pediatra y psiquiatra.
- Carl F. Nathan, profesor de Weill Cornell Medicine.
- Peter R. Orszag, economista.
- Nicholas A. Peppas, pionero en biomateriales.
- Frederick Redlich, Universidad Yale.
- James Rothman, premio Albert Lasker.
- Charles Rotimi, epidemiólogo, investigador del National Human Genome Research Institute.[3]
- Jeffrey Sachs, economistA, director del Instituto de la Tierra de la Universidad Columbia.
- David A. Savitz, Hospital Monte Sinaí.
- Shirley M. Tilghman, rector de la Universidad Princeton.
- Abraham Verghese, novelista.
- Mary Wakefield, Health Resources and Services Administration (HRSA).
- Douglas C. Wallace, genetista.
- Lawrence Weed, investigador.
- Sheldon Weinbaum, ingeniero biomédico.
- Kern Wildenthal, University of Texas Southwestern Medical School
- William Julius Wilson, sociólogo.
- Elias Zerhouni, Johns Hopkins School of Medicine.